# Seli-Nurme
Seli-Nurme es una localidad del municipio de Rapla en el condado de Rapla, Estonia. Según el censo de 2011, tiene una población de 11 habitantes. 
Se encuentra ubicada en el centro-este del condado, cerca del río Vigala y de la frontera con los condados de Järva y Harju.